# Episodi di Brooklyn Nine-Nine (settima stagione)
La settima stagione della serie televisiva Brooklyn Nine-Nine è stata trasmessa in prima visione negli Stati Uniti d'America da NBC dal 7 febbraio al 24 aprile 2020.
In Italia la stagione è disponibile dal 6 febbraio 2022 su Netflix.
| nº | Titolo originale       | Titolo italiano                | Prima TV USA     | Pubblicazione Italia |
| -- | ---------------------- | ------------------------------ | ---------------- | -------------------- |
| 1  | Manhunter              | Il cacciatore di uomini        | 7 febbraio 2020  | 6 febbraio 2022      |
| 2  | Captain Kim            | Il capitano Kim                | 7 febbraio 2020  | 6 febbraio 2022      |
| 3  | Pimemento              | La memoria di Pimento          | 14 febbraio 2020 | 6 febbraio 2022      |
| 4  | The Jimmy Jab Games II | I Jimmy Jab Games sono tornati | 21 febbraio 2020 | 6 febbraio 2022      |
| 5  | Debbie                 | Debbie                         | 28 febbraio 2020 | 6 febbraio 2022      |
| 6  | Trying                 | Tentativi                      | 6 marzo 2020     | 6 febbraio 2022      |
| 7  | Ding Dong              | Ding dong                      | 13 marzo 2020    | 6 febbraio 2022      |
| 8  | The Takeback           | La restituzione                | 20 marzo 2020    | 6 febbraio 2022      |
| 9  | Dillman                | Dillman                        | 27 marzo 2020    | 6 febbraio 2022      |
| 10 | Admiral Peralta        | L'ammiraglio Peralta           | 3 aprile 2020    | 6 febbraio 2022      |
| 11 | Valloweaster           | La caccia al migliore          | 10 aprile 2020   | 6 febbraio 2022      |
| 12 | Ransom                 | Riscatto                       | 17 aprile 2020   | 6 febbraio 2022      |
| 13 | Lights Out             | Il blackout                    | 24 aprile 2020   | 6 febbraio 2022      |